# Az
A (А, а) este prima literă din alfabetul chirilic și corespunde literei latine A (А, а).
Este preluat din alfabetul grec, provenind din litera alpha. În alfabetul chirilic vechi numele caracterului era azǔ și avea valoarea numerică 1.
În multe limbi care folosesc acest alfabet, precum limba rusă, limba sârbă, limba macedoneană și limba bulgară, este folosit ca /a/.  Însă poate de asemenea să fie folosit ca /ɑ/ și /ə/ în limbi ca limba ingușă și limba cecenă.
De-a lungul timpului, a avut mai multe forme, dar azi s-a stabilit pe o formă ce arată exact ca și corespondentul său latin a (inclusiv forma sa italică).
Alfabetul glagolitic este  (Unicode:U+2C00).
| Literele alfabetului chirilic           | Literele alfabetului chirilic | Literele alfabetului chirilic | Literele alfabetului chirilic | Literele alfabetului chirilic | Literele alfabetului chirilic | Literele alfabetului chirilic | Literele alfabetului chirilic | Literele alfabetului chirilic | Literele alfabetului chirilic | Literele alfabetului chirilic |                |
| --------------------------------------- | ----------------------------- | ----------------------------- | ----------------------------- | ----------------------------- | ----------------------------- | ----------------------------- | ----------------------------- | ----------------------------- | ----------------------------- | ----------------------------- | -------------- |
| А A                                     | Б Be                          | В Ve                          | Г Ghe                         | Ґ Ghe răsucit                 | Д De                          | Ђ Dje                         | Ѓ Gje                         | Е Ie                          | Ѐ le                          | Ё Io                          | Є Ie ucrainean |
| Ж Je                                    | З Ze                          | Ѕ Dze                         | И I                           | І I decimal                   | Ї Ii                          | Й I scurt                     | Ј Je                          | К Ka                          | Л El                          | Љ Lje                         |                |
| М Em                                    | Н En                          | Њ Nje                         | О O                           | П Pe                          | Р Er                          | С Es                          | Т Te                          | Ћ Ce                          | Ќ Kje                         | У U                           |                |
| Ў U scurt                               | Ф Ef                          | Х Ha                          | Ц Țe                          | Ч Ce                          | Џ Ge                          | Ш Șa                          | Щ Șt/Șci                      | Ъ Ă                           | Ы Î/Â                         | Ь semn moale                  |                |
|                                         |                               |                               |                               | Э Ă rusesc                    | Ю Iu                          | Я Ia                          |                               |                               |                               |                               |                |
| Litere chirilice non-slave              |                               |                               |                               |                               |                               |                               |                               |                               |                               |                               |                |
| Ӏ Palocica                              | Ә Șva                         | Ғ Ghein                       | Ӂ Ge moldovenesc              | Ҙ Dhe                         | Ҡ Qa bașkiric                 | Қ Qaf                         | Ң Ng                          | Ө Oe                          | Ү Ue                          | Ұ U scurt kazah               |                |
|                                         |                               |                               |                               | Ҩ Kha abhaz                   | Ҧ Pe abhaz                    | Һ Șha                         |                               |                               |                               |                               |                |
| Litere arhaice ale alfabetului chirilic |                               |                               |                               |                               |                               |                               |                               |                               |                               |                               |                |
| ІА A iotifiat                           | Ѥ E iotifiat                  | Ѧ Ius mic                     | Ѫ Ius mare                    | Ѩ Ius iotifiat                | Ѭ Ius iotifiat mare           | Ѯ Xi                          | Ѱ Psi                         | Ѳ Fita                        | Ѵ Ijița                       | Ѷ Ijița okovî                 |                |
|                                         |                               |                               | Ҁ Koppa                       | Ѹ Uk                          | Ѡ Omega                       | Ѿ Ot                          | Ѣ Iat                         |                               |                               |                               |                |
|                                         |                               |                               |                               |                               | Ꙟ În                          |                               |                               |                               |                               |                               |                |